# البنادق السوفيتية المضادة للمدرعات
الجيش الأحمر استخدم نوعين من البندقيات المضادة للمدرعات خلال الحرب العالمية الثانية وكانتا تتميزان بأمرين هما طول البندقية
و أن النوعين يطلقون ذخيرة عيار 14.5 مم ( 0.57-in ) ولبعض الأسباب أهملت القوات السوفييتية المدرعة البندقية المضادة للمدرعات
بينما كانت الأمم الثانية تهم بتطويرها وتحديثها وقدمت الصناعة السوفييتية البندقية وقد تم استخدامها حتى نهاية الحرب العالمية الثانية بينما كانت تهم الأمم الأخرى بالتخلص منها
و نبذها

## PTRD-1941
تم تصنيع السلاح بواسطة ( Degtyarov design burea ) وتم تقديمه في منتصف سنة 1941 أي في وقت الغزو الألماني للاتحاد السوفييتي وهي من
البنادق نصف-ألية ( semi-automatic ) وكانت تؤثر بالدروع التي سمكها 25 مم أي 0.98 إنش In ويصل مداها إلى 500 م أي 547 ياردة .
تطلق طلقات مركزها إما من الفولاذ Steel أو التنجستن تنجستن والأخير عنصر كيميائي (W) .

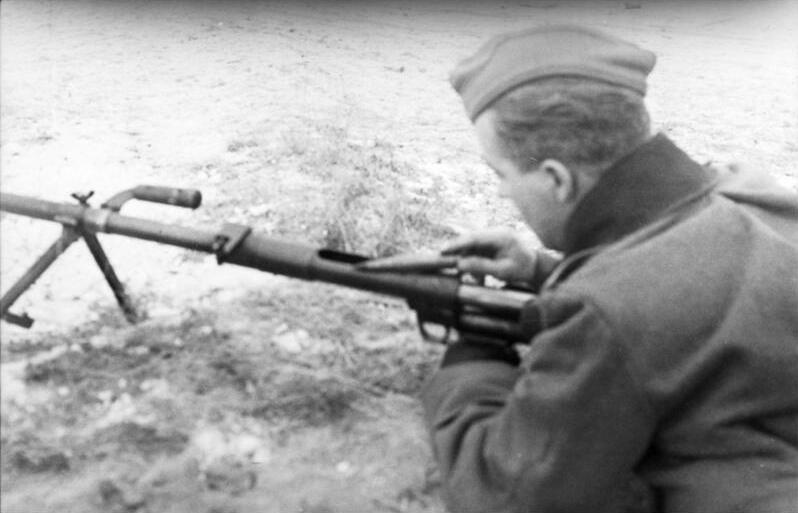
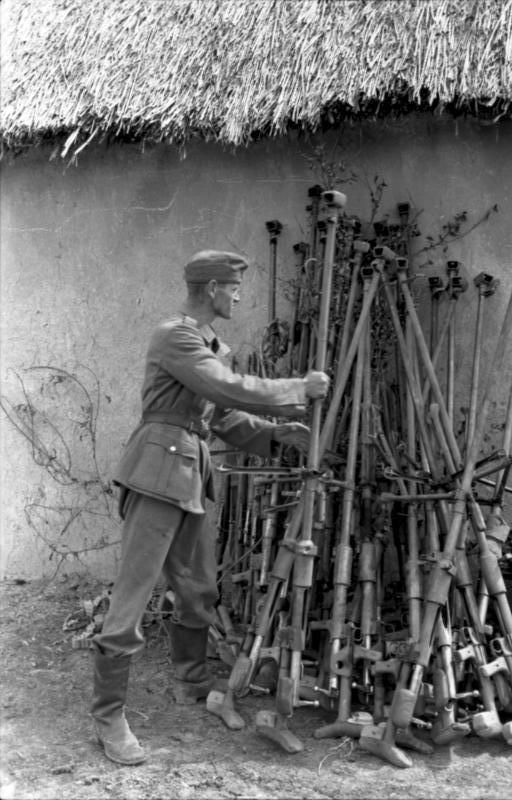
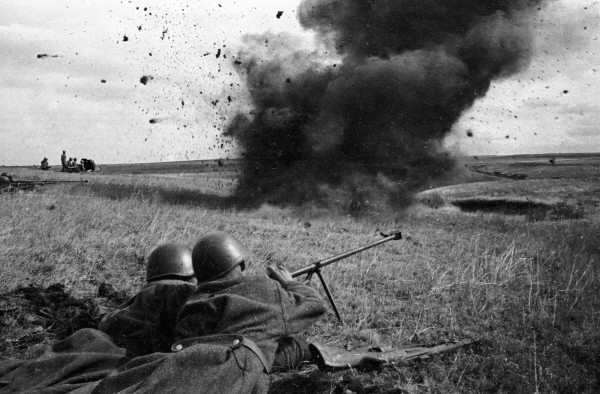
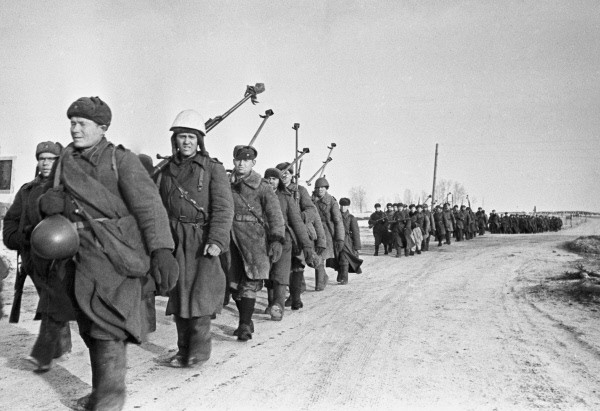

## PTRS-1941
و تم تصنيعه بواسطة نفس المكتب الأول ( Destyarov design burea ) وبمقارنة السلاح الجديد بالأول نجده أثقل وسلاح معقد
و لكن يرمي بنفس الذخيرة .
و لكن الاختلاف الرئيسي بينهما هو أن الأول PTRS-41 استخدم التشغيل الغازي ( Gas-operated ) .
و كان يختلف أيضا عن نظيره الخفيف بأنه يمكن إزالة ماسورته الطويلة ليحمل السلاح بسهولة وسلاسة ونذكر أن البندقيتين السابقتين
أتت عندما نقصت قابليات المدرعات السوفييتية بسبب الزيادة السريعة في سمك الدبابات الألمانية .
و تم إخراجه من الخدمة عام 1945 ولكن تم استخدام بعضها بواسطة الشيوعيين الصينيين في الحرب الكورية .
و لعدة أسباب الجيش الأحمر وجد ال PTRD-41 وPTRS-41 سلاحين مفيدين ضد الأهداف خفيفة التدريع أو ( Soft-skin targets )
مثل عربات نقل الجنود والقتال من بيت إلى بيت برغم من صعوبة الاستخدام لكنها كانت سلاحا قويا وبرغم طول ووزن السلاح
لكن كان سلاحا مفيدا للمتمردين على السلطات العليا ويحمل من رجلين وقد استخدم ضد الطائرات التي تطير على علو منخفض و
و استخدمت كسلاح رئيسي Main weapon إضافة لترسانة العربات خفيفة التدريع أو Light armiured cars ولم يستخدم هذا النوع
من السلاح بشكل عام أي البندقيات المضادة للدروع فقط من الجيش الأحمر بل استخدم من الجيوش الأخرى نذكر الألمان حيث كانوا يستفيدون من
أي سلاح يلقونه خلال المراحل الأولى من حملتهم على الاتحاد السوفييتي مثل PTRD-41 استعمل عند الألمان وحول اسمه إلى
Panzerabwehrbüchse 783 r وال PTRS-41 عرفوه باسم Panzerabwehrbüchse 784 r.

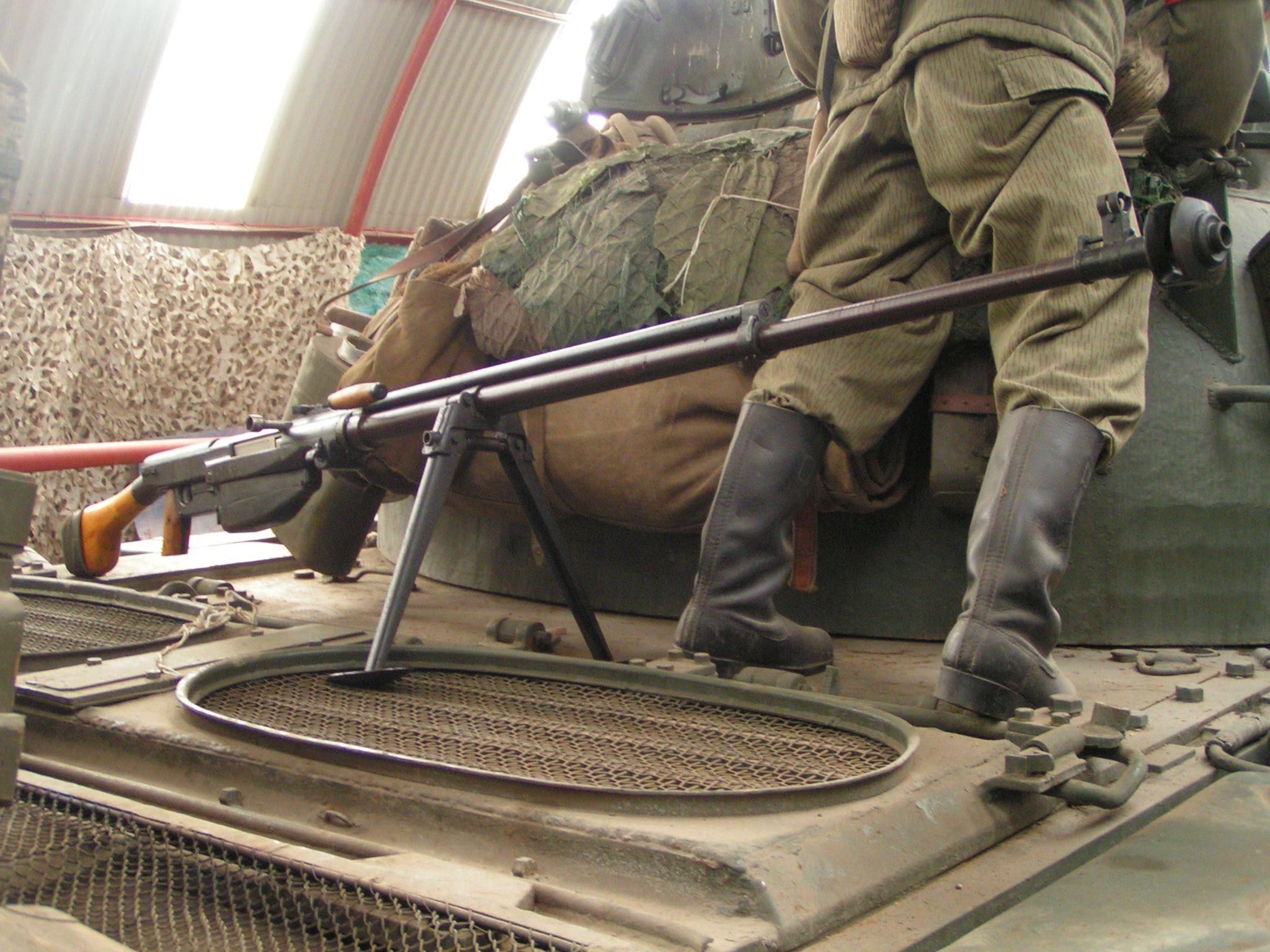

## مواصفات السلاح
PTRD-41
- الطول : 2.02م أو 6أقدام
- طول الماسورة : 1.35 م
- الوزن : 17.3 كغ
- تسارع الماسورة : 1010م كل ثانية

PTRS-41
- الطول : 2.108 م
- طول الماسورة : 1.216 م
- الوزن : 20.9 كغ
- سرعة الماسورة : 1010م لكل ثانية